# Naučná stezka obcí Tučín S tučňákem za poznáním
Naučná stezka obcí Tučín S tučňákem za poznáním je okružní a značená naučná stezka vhodná pro pěší i cyklisty, která je ve vesnici Tučín v okrese Přerov. Nachází se v geomorfologickém podcelku Bečevská brána v etnickém regionu Haná a v Olomouckém kraji.

## Historie a popis
Naučná stezka obcí Tučín S tučňákem za poznáním je stezka lehké obtížnosti, která má délku cca 3 km a byla postavena v květnu 2011. Symbolem stezky je tučňák vybraný na základě podobnosti se jménem obce. Má 6 zastavení s informačními panely a je zaměřena na historií, geologii, archeologii, těžbu, přírodu, etnografii a další zajímavostmi obce Tučín. První stanoviště je v obci, další jsou pak rozestavěna na trase, která vede obcí i jejím okolím. Na trase je také Ovocná alej Tučín, dřevěná vyhlídka, rybník, dřevěná rozhledna, sochy, stavby, workoutové hřiště a hřiště na discgolf. Zřizovatelem stezky je obec Tučín.

## Další informace
Stezka je celoročně volně přístupná.

## Galerie

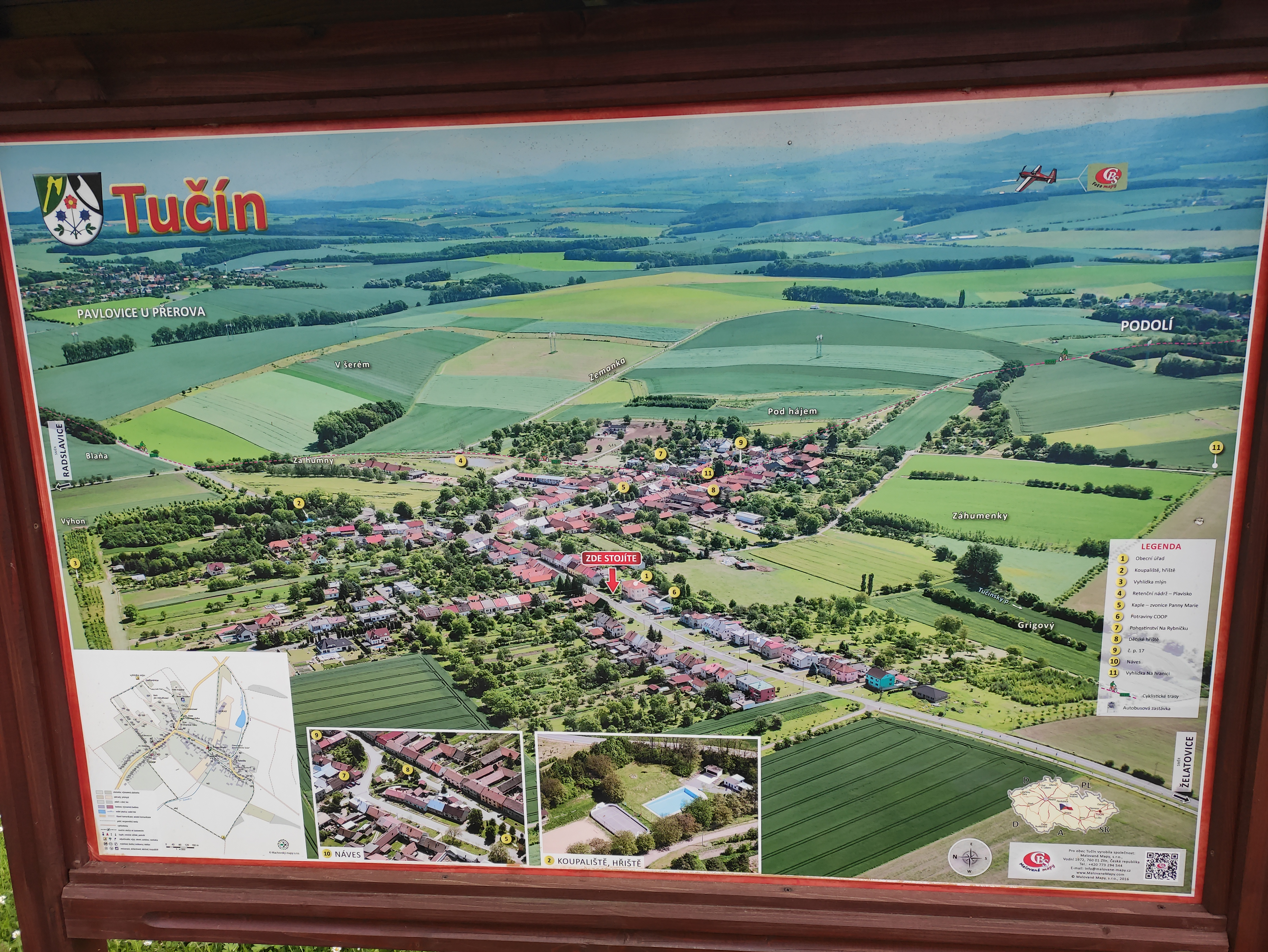
Mapa stezky
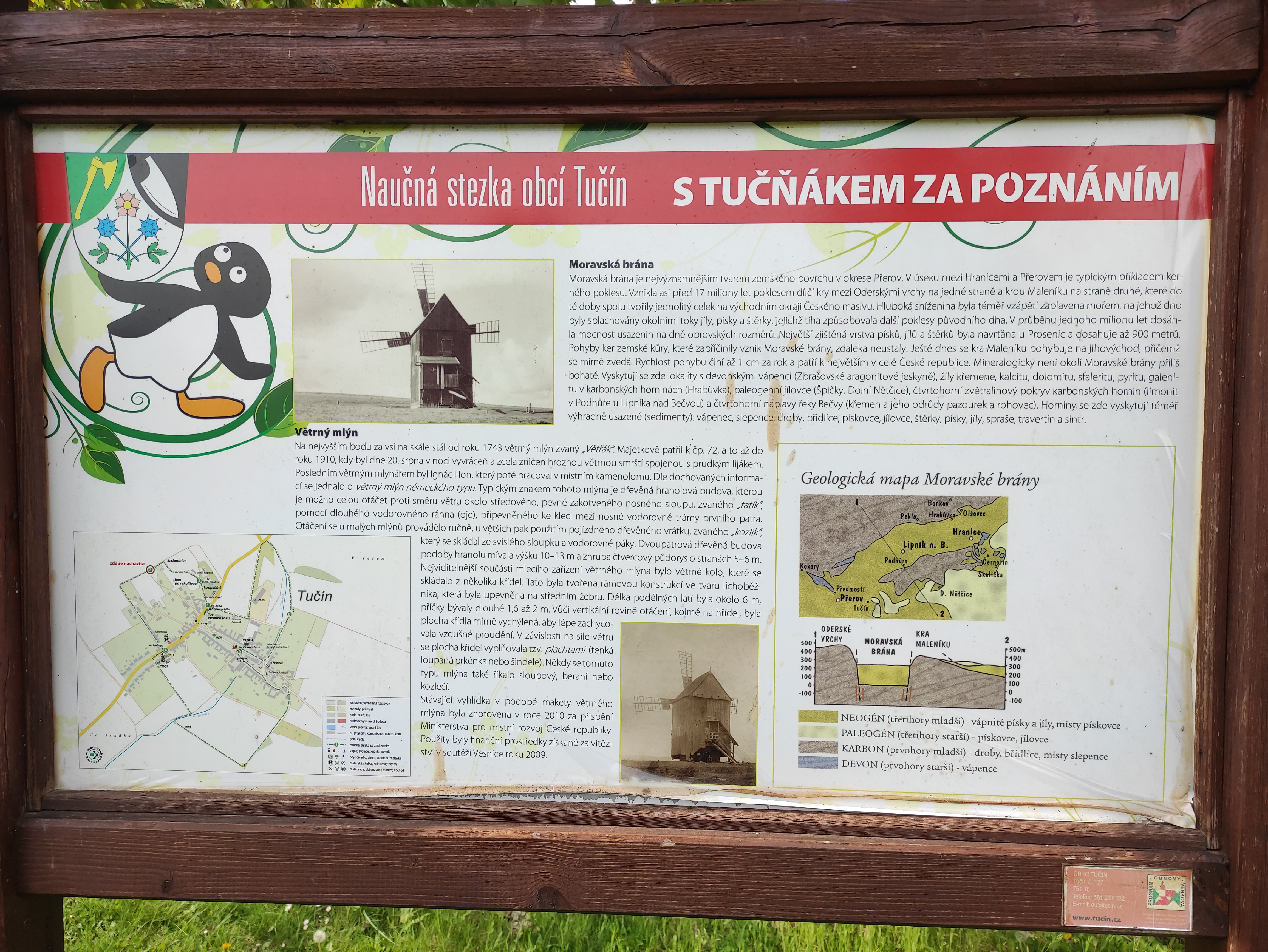
Zastavení u rozhledny
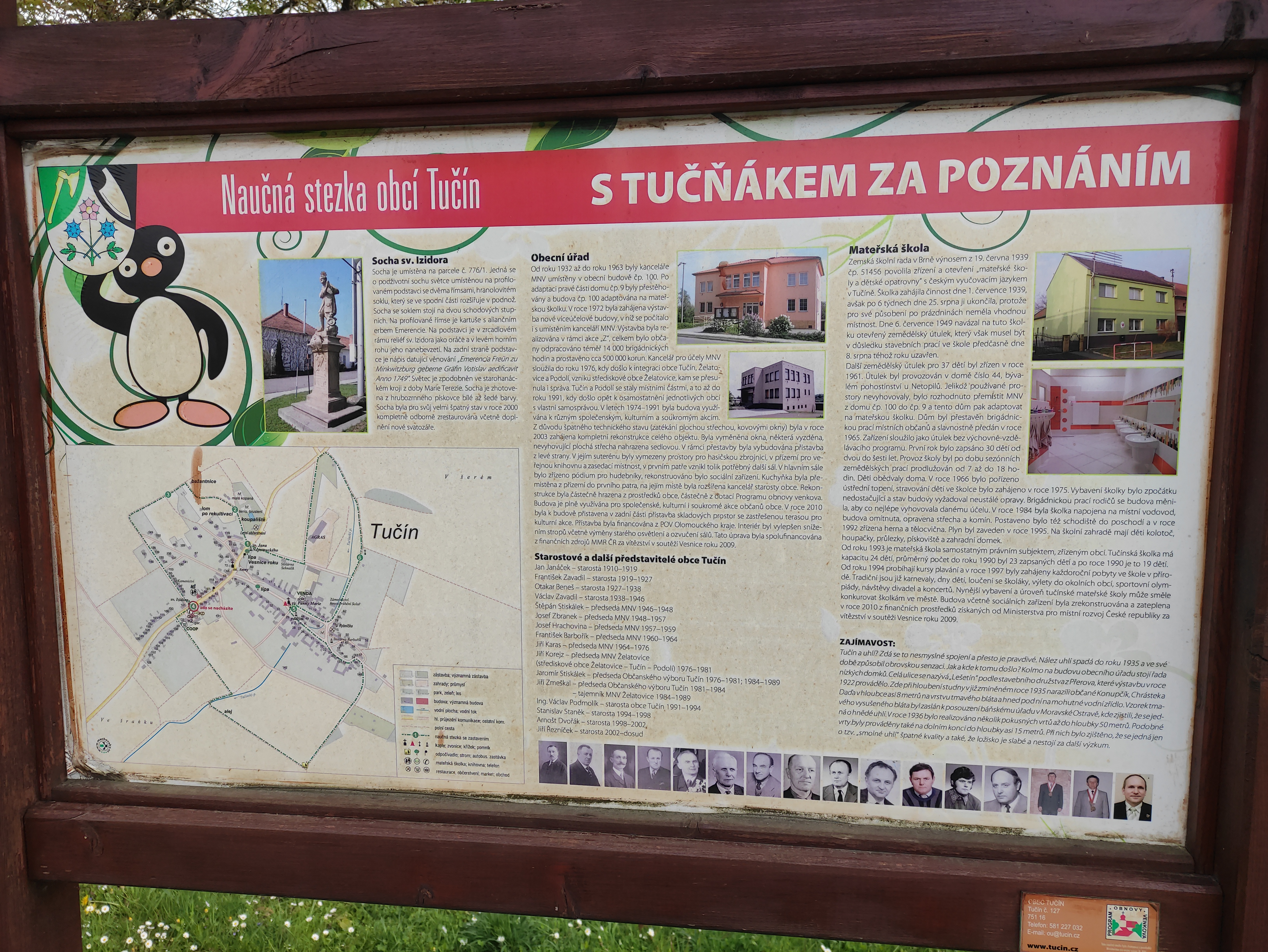
Zastavení s informacemi o obci
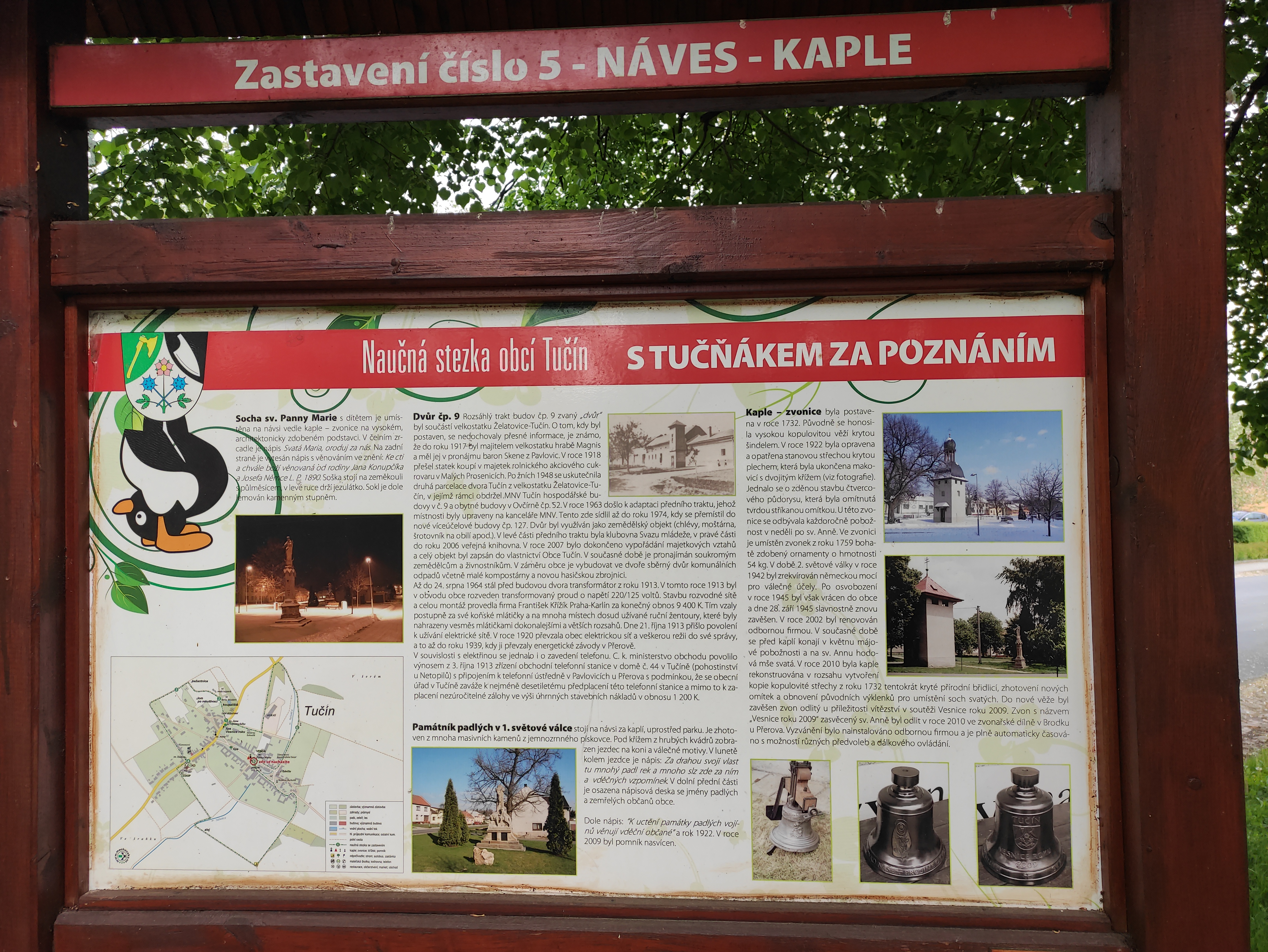
Zastavení s informacemi o památných budovách
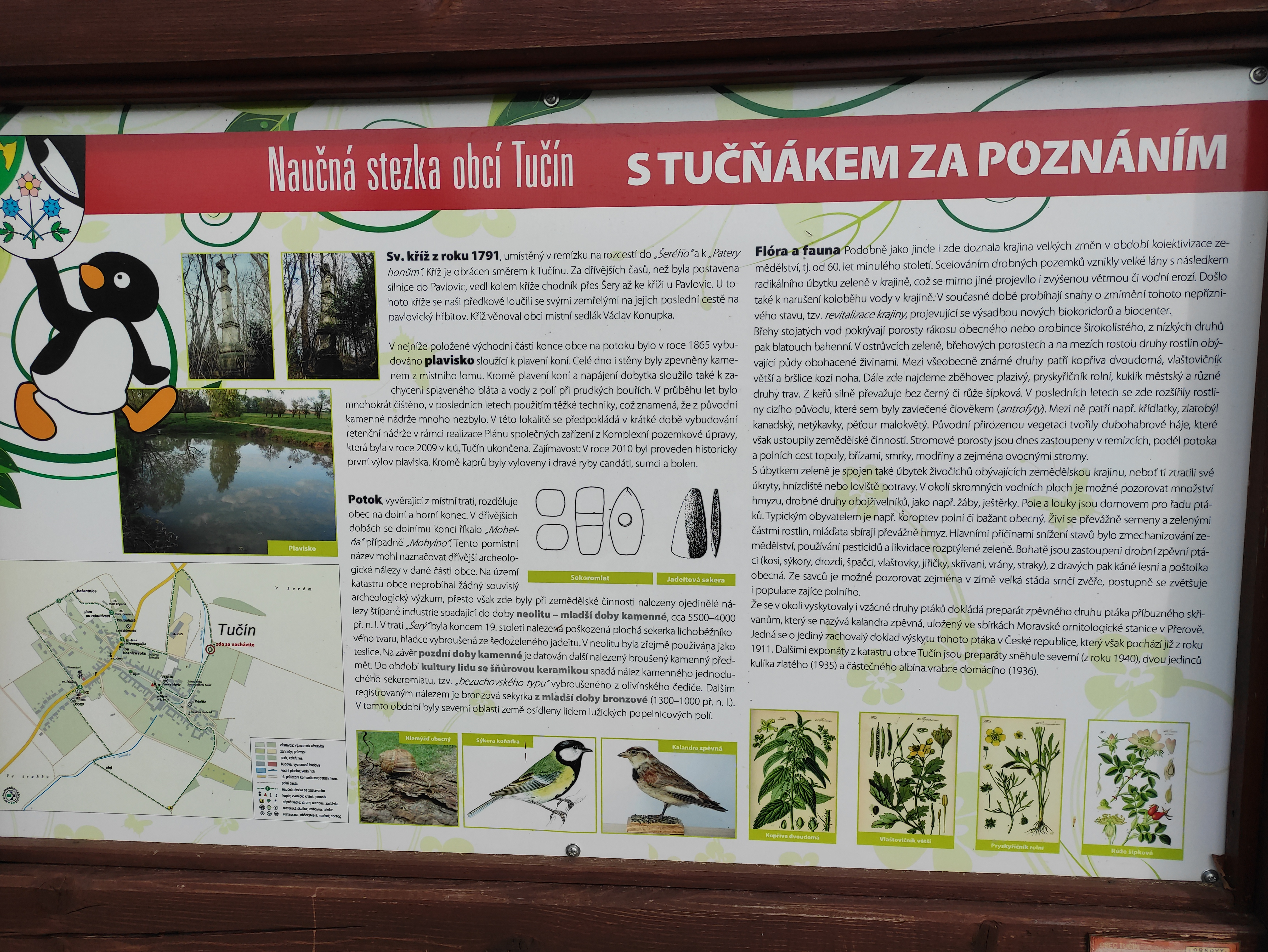
Zastavení s informacemi o obci a přírodě
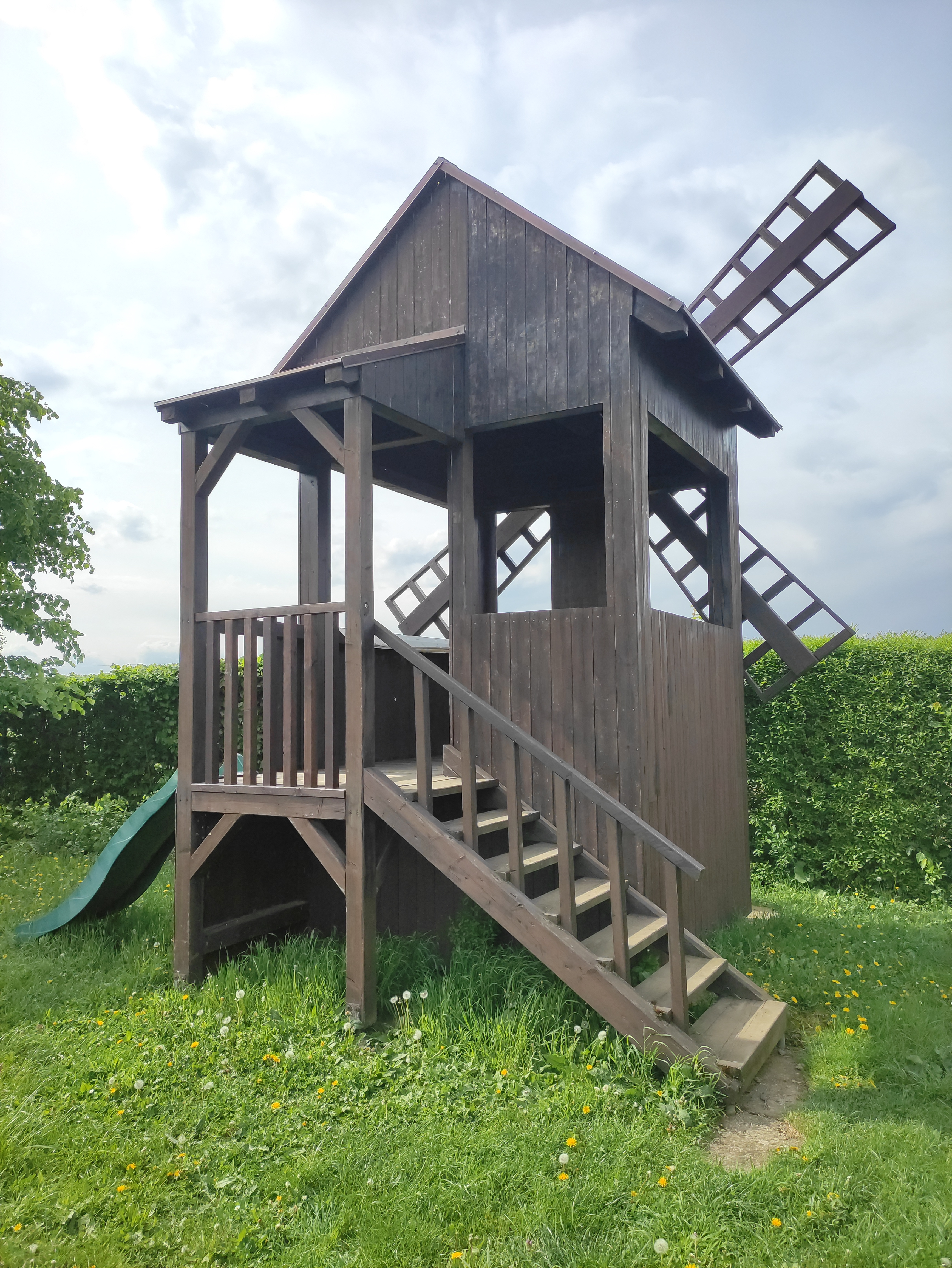
Dřevěná rozhledna
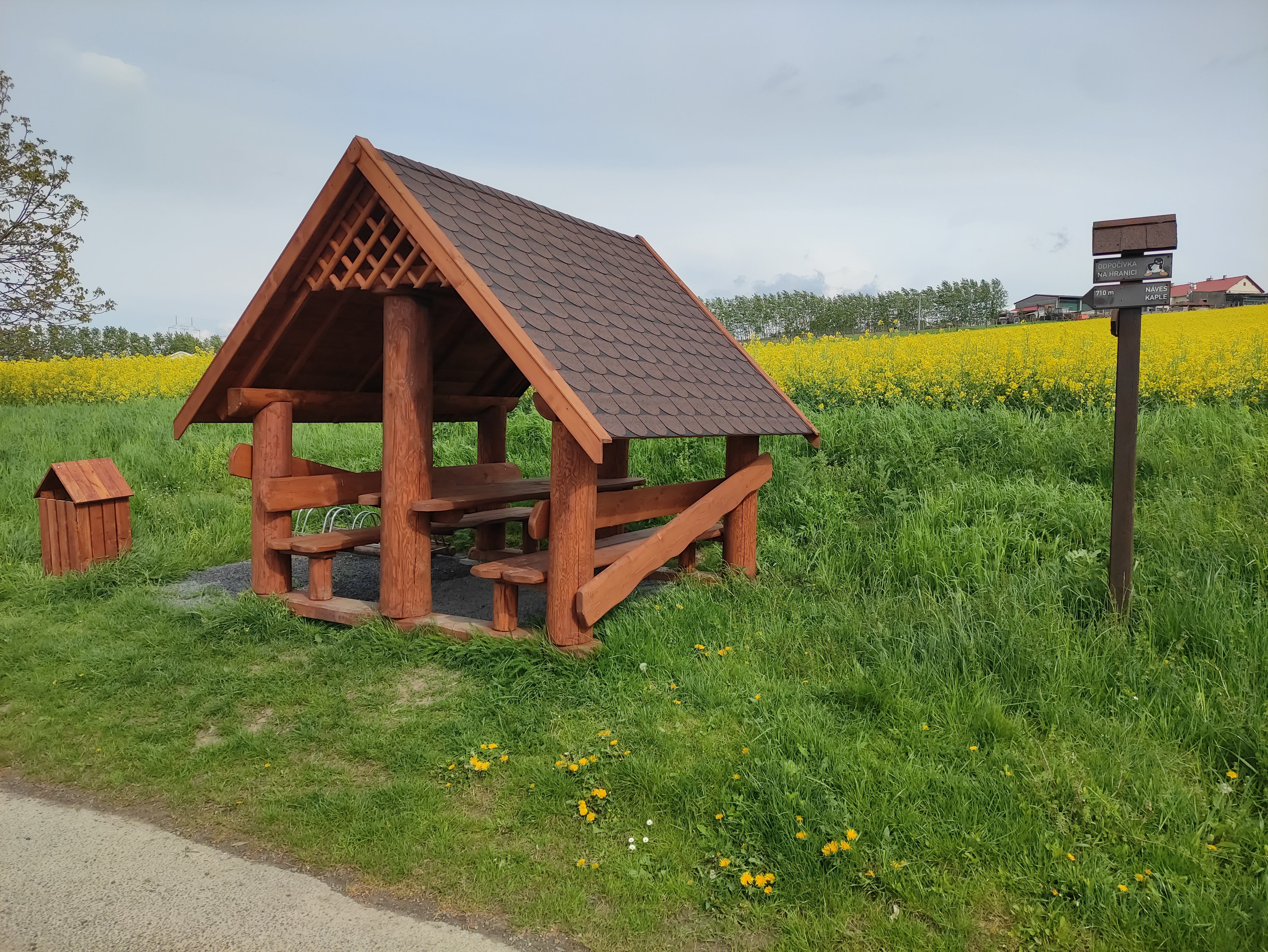
Odpočívka Na Hranici
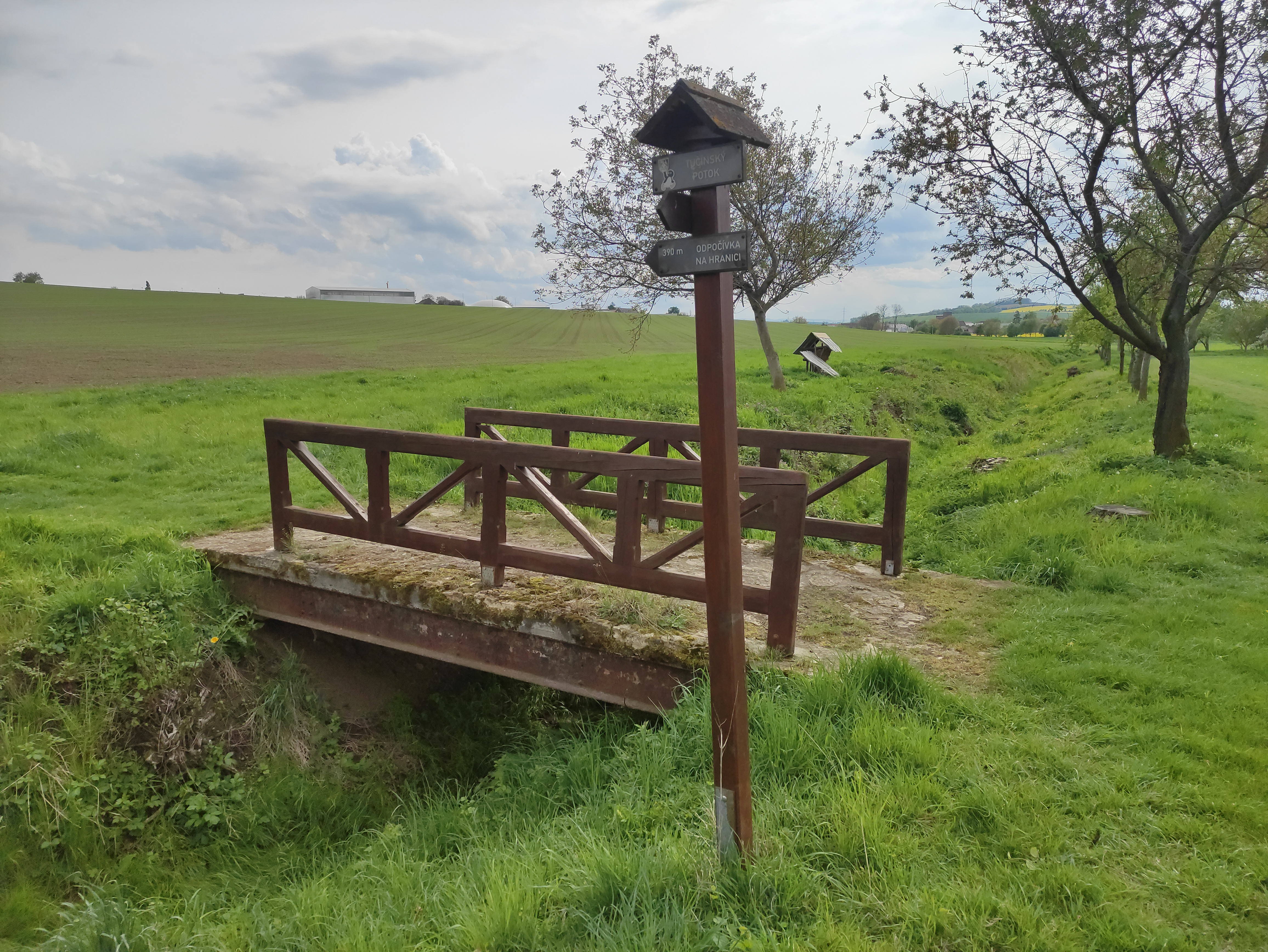
Můstek u Ovocné aleje Tučín
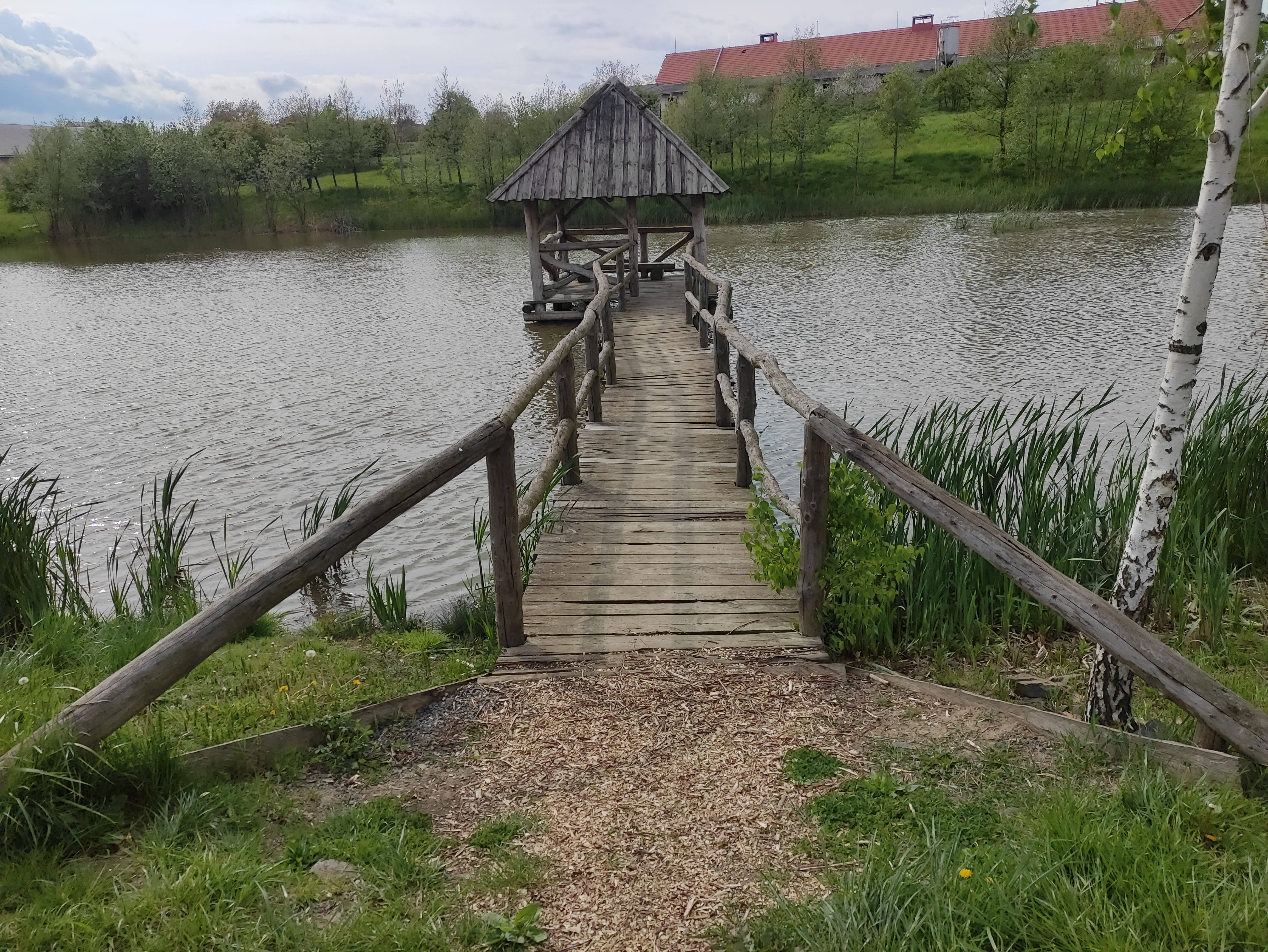
Přístřešek na rybníku